# Il paese dei balocchi
Il paese dei balocchi è il 13º album in studio del cantautore italiano Edoardo Bennato, pubblicato dalla Virgin Dischi nel 1992.

## Il Disco
Registrato al Logic Studio di Milano e prodotto da Mauro Spina con la partecipazione di Bo Diddley,il lavoro prosegue la formula del precedente album Abbi dubbi, abbandonando quasi completamente l'hard rock per concentrarsi sul rock n' roll e sulle ballate anni cinquanta e sessanta, fino a omaggiare i propri miti d'infanzia, da Bobby Solo a Peppino di Capri. In Tutto sbagliato baby si parla del crollo del regime rumeno su testo del fratello Eugenio Bennato. La title track, da cui fu tratto un singolo che riscosse un enorme successo durante l'estate di quell'anno, tratta in maniera polemica la questione dello sbarco degli immigrati in Italia.
Nella canzone Attento Joe, si rivolge al suo alter ego Joe Sarnataro di È asciuto pazzo 'o padrone. La stessa canzone è presente in lingua inglese come decima traccia, duettata con lo stesso musicista statunitense Bo Diddley. Le canzoni Se non ci fosse lei e Io ballo a stento sono arrangiate da Massimo Tassi. Umberto Cimino (tastiere, computer programming, violino e viola). Il brano d'apertura sarà ripubblicato in alcune raccolte col titolo La verità.

## Tracce
1. Magari sì, magari no – 3:06
2. Il paese dei balocchi – 3:40
3. Tutto sbagliato baby – 4:07
4. Lo zio fantastico – 4:55
5. Attento Joe – 4:17
6. Se non ci fosse lei – 3:31
7. Io ballo a stento – 3:28
8. Buon compleanno bambina – 3:32
9. Martiri del rock'n'roll – 4:36
10. Here comes Bo Diddley – 4:16

## Formazione
- Edoardo Bennato - voce, chitarra acustica, armonica a bocca
- Lucio Bardi - chitarra elettrica, chitarra acustica
- Mauro Spina - batteria, cori, spazzola, percussioni
- Roberto Melone - chitarra acustica, basso
- Bo Diddley - chitarra elettrica
- Luciano Ninzatti - chitarra elettrica
- Roberto D'Aquino - basso
- Pino Scagliarini - fisarmonica, tastiera, organo Hammond
- Umberto Cimino - tastiera, violino, viola
- Franco Giacoia - chitarra
- Demo Morselli - tromba
- Mauro Negri - sassofono tenore, sassofono baritono
- Michael Rosen - sassofono tenore
- Massimo Tassi - armonica a bocca, cori
- Naimy Hackett, Leroy Osbourne, Lance Ellington, Lola Feghaly, Linda Wesley, Silvio Pozzoli - cori